# هربرت إدواردز
هربرت إدواردز (12 مارس 1884 - 24 سبتمبر 1946)  (بالإنجليزية: Herbert Edwards)‏ هو لاعب كريكت بريطاني (وحمل سابقاً جنسية المملكة المتحدة لبريطانيا العظمى وأيرلندا).